# Риджвея зеленоспинна
Риджве́я зеленоспинна (Arremonops chloronotus) — вид горобцеподібних птахів родини Passerellidae. Мешкає в Мексиці і Центральній Америці.

## Опис

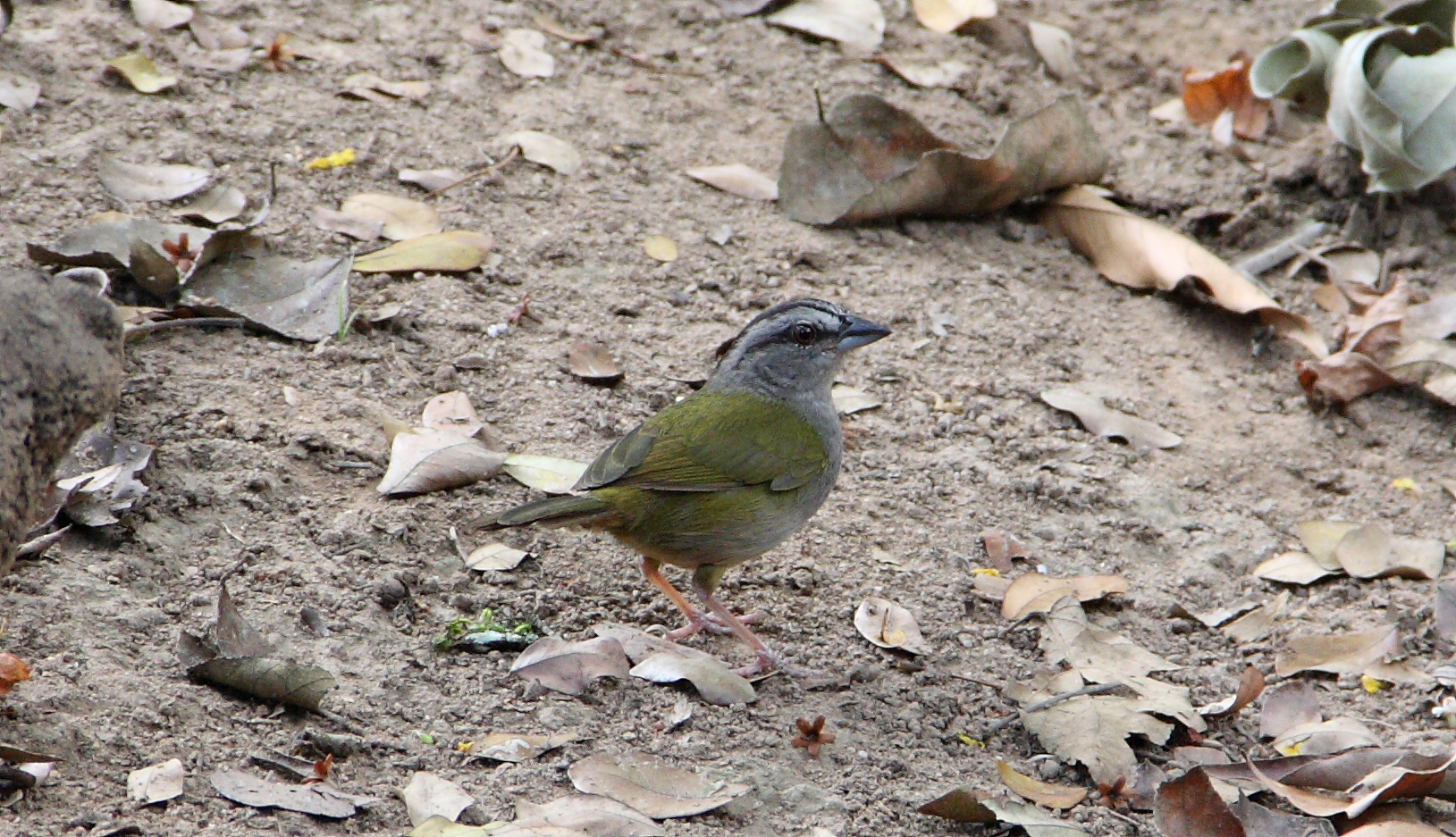
Зеленоспинна риджвея

Довжина птаха становить 14 см. Забарвлення переважно оливкове, спина і хвіст яскраво-оливкові. Скроні сірі, горло біле. На тімені дві паралельні темні смуги, через очі позодять темно-сірі смуги. Дзьоб конічної форми. Виду не притаманний статевий диморфізм. 

## Підвиди
Виділяють два підвиди:
- A. c. chloronotus (Salvin, 1861) — південно-східна Мексика (Табаско, Чіапас, півострів Юкатан), Беліз, північна Гватемала, північний захід Гондурасу;
- A. c. twomeyi Monroe, 1963 — північ центрального Гондурасу (Йоро, Оланчо).

## Поширення і екологія
Зеленоспинні риджвеї мешкають в Мексиці, Белізі, Гватемалі і Гондурасі. Вони живуть на узліссях вологих і сухих рівнинних тропічних лісів та в чагарникових заростях. Зустрічаються на висоті до 900 м над рівнем моря.